# Alena Bienz
Alena Bienz (Wolhusen, 5 maart 2003) is een voetbalspeelster uit Zwitserland. Ze speelt als middenvelder voor 1. FC Köln in de Bundesliga.

## Clubcarrière
Bienz speelde tot haar zeventiende levensjaar voor FC Luzern. Ze kwam uit voor het eerste elftal in de Super League. Bienz maakte haar debuut voor het eerste elftal op 14 december 2019 in een met 9-0 gewonnen uitwedstrijd tegen FC Lugano door in de 57ste minuut in te vallen voor Victoria Bischof. In het volgende seizoen kwam ze in 27 van de 28 wedstrijden in actie waarin ze drie keer tot scoren kwam. Met haar club haalde ze de finale van de Zwitserse beker. Op 5 juni 2021 wist FC Luzern de bekerfinale te winnen tegen FC Zürich door twee doelpunten van ploeggenote Svenja Fölmli. In haar laatste seizoen voor FC Luzern maakte Bienz zeven doelpunten in twaalf competitiewedstrijden.
Voorafgaande aan het seizoen 2022/23 werd Bienz gecontracteerd door 1. FC Köln. Ze tekende een contract tot medio 2025 in Keulen. Op 18 september 2022 maakte Bienz haar debuut in de Bundesliga door in te vallen voor Mandy Islacker. De week ervoor had ze ook al haar debuut gemaakt in de DFB-Pokal tegen SV Elversberg, waarin ze eveneens inviel voor Islacker. Op 6 mei 2025 voltooide Bienz haar overstap naar competitiegenoot SC Freiburg, waar ze vanaf het seizoen 2025/26 voor uitkomt.

## Statistieken
| Seizoen | Club          | Land      | Competitie        | Wedstrijden | Doelpunten |
| ------- | ------------- | --------- | ----------------- | ----------- | ---------- |
| 2022/23 | 1. FC Köln II | Duitsland | Tweede Bundesliga | 1           | 0          |
| 2022/23 | 1. FC Köln    | Duitsland | Bundesliga        | 22          | 0          |
| 2023/24 | 1. FC Köln    | Duitsland | Bundesliga        | 12          | 0          |
| 2024/25 | 1. FC Köln    | Duitsland | Bundesliga        | 20          | 1          |
| Totaal  | Totaal        | Totaal    | Totaal            | 55          | 1          |

Laatste update: 10 mei 2025

## Interlandcarrière
Bienz werd in februari 2023 voor het eerst opgeroepen voor het Zwitserse nationale team. Op 27 februari 2024 volgde haar debuut in een wedstrijd tegen Polen.